# Petroleum-Zuid
Petroleum-Zuid is een oud bedrijventerrein in Antwerpen, gelegen aan de Schelde. Het gebied ligt  ten zuiden van het centrum van de stad, naast het natuurgebied de Hobokense Polder en spoorlijn 52 Antwerpen-Puurs.

## Geschiedenis

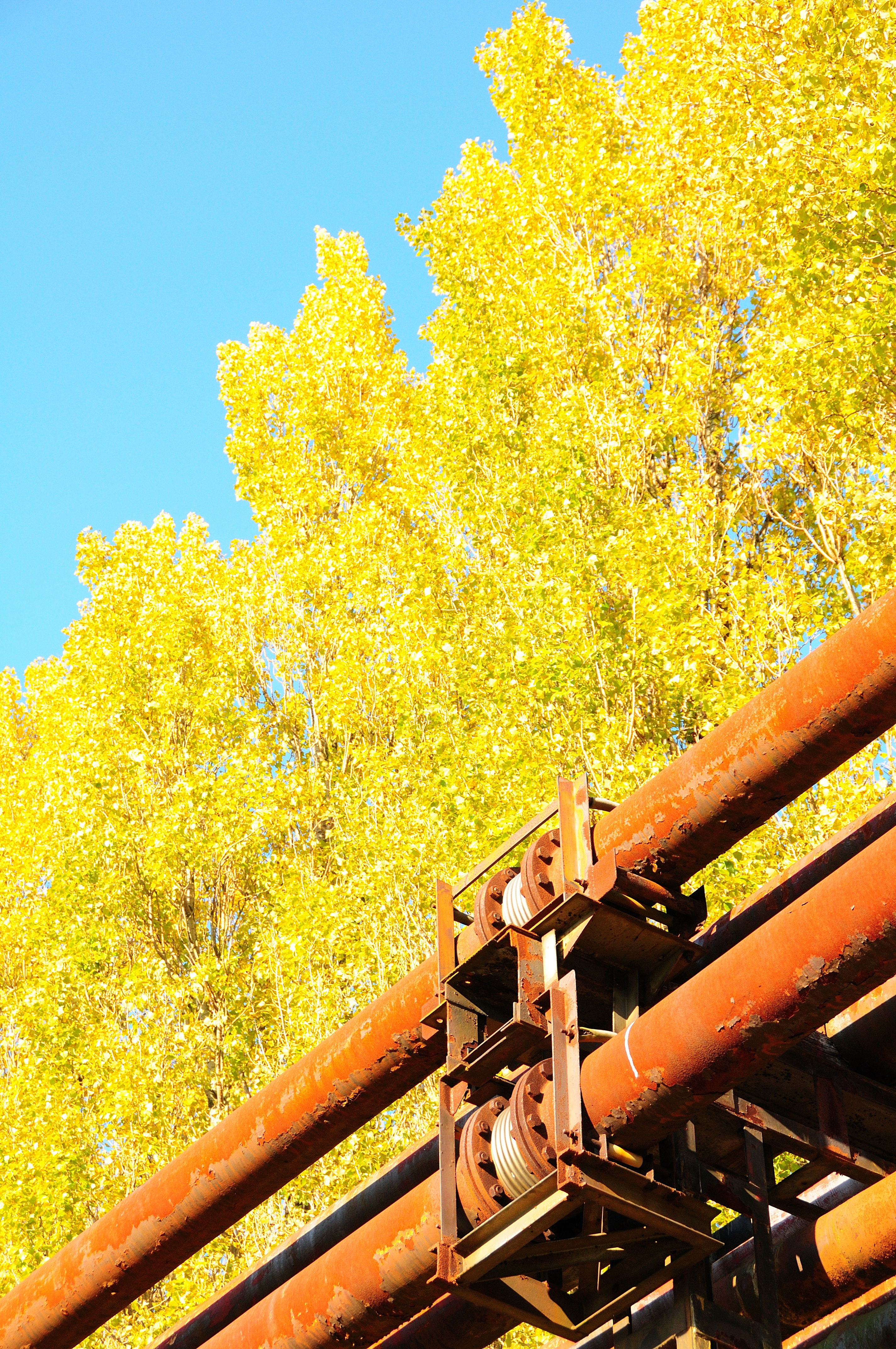
Oude beschermde pijpleidingen op Petroleum Zuid.

Petroleum-Zuid ontstond op het einde van de 19de eeuw. Samen met enkele Amerikaanse investeerders had het stadsbestuur toen plannen om van Antwerpen de uitvalsbasis van de Europese petroleumindustrie te maken. In 1898 werden de werken aangevat en konden de benodigde installaties worden geplaatst.
Tijdens het interbellum klom de petroleumindustrie tot een hoogtepunt, waardoor Petroleum-Zuid al snel werd uitgebreid. Dit ging gepaard met het bouwen van een extra pier om meer petroleumschepen te verwelkomen.
In de Tweede Wereldoorlog werd Petroleum-Zuid grotendeels verwoest door de talrijke bombardementen. De petroleumindustrie verhuisde niet veel later naar een nieuw terrein nabij het Marshalldok. Vanaf de jaren 60 trokken de ondernemingen er weg en bleef Petroleum Zuid grotendeels verlaten en vervuild achter. Het gebied was sterk verontreinigd geraakt met olie en zware metalen. Er ontstond ook bebossing, en milieuorganisaties claimen dat het gebied een belangrijke rol vervult als natuurverbinding tussen de Hobokense Polder en de groene ring rond Antwerpen.
Sinds 19 januari 2016 zijn vijf constructies onder bescherming geplaatst als onroerend erfgoed: De bovengrondse pijpleidingen, het pomphuis en de opslagtanks, de conciërgewoning en de loods van de American Petroleum Company.

## Blue Gate Antwerp

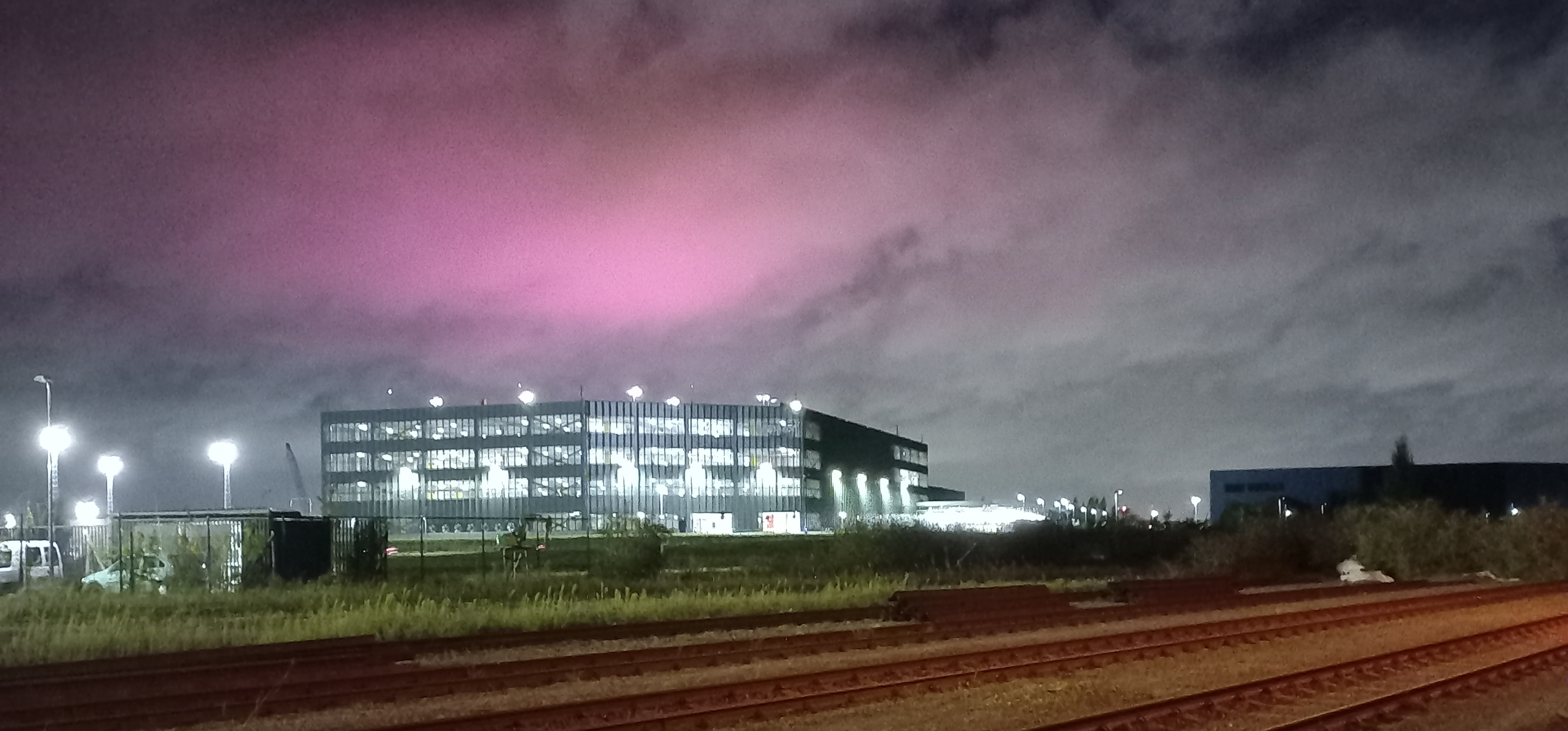
Distributiecentrum Amazon 2024

Vanaf 2016 kregen de bedrijven DEME en Bopro een saneringsopdracht voor het terrein, dat na sanering werd ontwikkeld tot Blue Gate Antwerp, een “innovatief en toekomstgericht” bedrijventerrein. Bedrijven die zich hier vestigen verbinden zich ertoe klimaatneutraal te bouwen en ondernemen. In 2021 vestigde DHL zich hier. Begin november 2022 opende de Amerikaanse webwinkel Amazon er een distributiecenrum  voor België.

## Gevangenis Antwerpen
Naast het bedrijventerrein Blue Gate komt tegen 2026 een nieuwe gevangenis, ter vervanging van die in de Begijnenstraat, gebouwd in 1855. 

## Niet uitgevoerde plannen
In het oorspronkelijke bestemmingsplan van 2011 zou het terrein omgevormd worden tot park, maar deze plannen gingen niet door.
Op de locatie kon onder meer ook een nieuw voetbalstadion voor 25.000 toeschouwers worden gebouwd. De plannen dateerden van 2009 en voorzagen dat de twee toenmalige grote Antwerpse ploegen, Germinal Beerschot en Royal Antwerp FC, er hun thuiswedstrijden zouden afwerken. De plannen werden echter keer op keer uitgesteld en lijken sinds de schrapping van (Germinal) Beerschot en de renovatiewerken aan het Antwerpstadion niet meer aan de orde, al laten stad en gewest de deur daarvoor nog op een kier.
Op 29 september 2018 werd aangekondigd dat Antwerp FC op de locatie van de Bosuil zal blijven en er na het plaatsen van de nieuwe hoofdtribune in 2017 het volledige stadion vernieuwd zal worden in de loop van 2019. De piste van een gemeenschappelijk Antwerps stadion op Petroleum-Zuid werd hiermee van de baan geschoven.